# IC-Haus
Die iC-Haus GmbH ist ein deutsches Unternehmen der Mikroelektronik-Branche. iC-Haus entwickelt, produziert und vertreibt elektronische anwendungsspezifische integrierte Schaltungen und ist spezialisiert auf die Herstellung von Mixed-Signal-iCs (iC: englisch integrated Circuit,  deutsch „integrierter Schaltkreis“), ein elektronisches Bauelement und von System-on-Chip (SoC) und deren Integrationen mit Sensoren. Das seit 1984 am Standort Bodenheim ansässige Unternehmen ist vertreten in Spanien, USA, China, Japan und Brasilien.

## Unternehmen
Das Produktspektrum umfasst die Positionssensorik in der Automatisierung, Robotik und Motortechnik, sowie iCs für Applikationen in Automobilen. Daneben werden Treiberschaltungen für Halbleiterlaser und Leuchtdioden (LED) hergestellt und allgemeine elektronische Bauelemente wie I/O- und Schnittstellentreiber.
Das Unternehmen wurde am 17. Juni 1984 von Manfred Herz und Heiner Flocke gegründet. Der Hauptsitz des Unternehmens ist seither in Bodenheim bei Mainz. Die Mitarbeiterzahl beträgt aktuell 350 Personen bei einer Expansion auf fünf Gebäudeabschnitte am Standort mit 18.800 m² für Produktion (inkl. Reinraum), Entwicklung und Vertrieb.
2002 wurde das Design-Zentrum iC-Málaga S.L. in Spanien eröffnet. Neben Vertretungen durch „iC-Häuser“ in den USA, Brasilien und Japan erfolgte 2021 die Gründung einer Representanz als iC-Haus China in Shenzhen (China).
iC-Haus ist Gründungsmitglied der Innovationsplattform Magnetische Mikrosysteme INNOMAG e. V. mit dem Ziel der Förderung der magnetischen Mikrotechnologie. Weiterhin engagiert sich iC-Haus aktiv im patentverein.de e.V, einer Mittelstandsinitiative für Patentqualität und gegen Missbrauch im Patentwesen. 2017 hat iC-Haus seine Entwicklung zum BiSS Interface in den BiSS Association e. V. eingebracht als Open-Source Schnittstelle in der Positionselektronik mit weltweit über 600 Lizenznehmern. Das Unternehmen hält über 40 Patente und Marken, überwiegend für Treiber-iCs und in der Positionssensorik.
Für die Arbeit Energy Harvesting Magnetic Encoder wurde iC-Haus mit dem AMA Innovationspreis 2012 ausgezeichnet. Der energieunabhängige Sensor erzeugt die für das Sensor-Signal und die zu zählenden Signale der Messung benötigte Energie aus der Bewegung des Antriebs und ersetzt mechanische oder batteriegepufferte Lösungen. iC-Haus erhält Projekt-Förderungen des Bundes in der Mikrosystemtechnik und Opto-Elektronik.